# Celtic Cup (Hockey)
Der Celtic Cup ist ein Hockeyturnier für Senioren- bzw. Junioren-Nationalmannschaften. Die Teilnehmerländer besaßen alle eine keltische Bevölkerung. Das Juniorenturnier wird seit 1997 (Männer) bzw. 2000 (Frauen) ausgespielt, das Seniorenturnier findet seit 2000 (Männer) bzw. 2001 (Frauen) statt.

## Seniorenturnier

### Herren

#### Teilnehmer
- Frankreich
- Irland
- Schottland
- Wales

| Turnier | Gold       | Silber     | Bronze     | Vierter    | Austragungsort         |
| ------- | ---------- | ---------- | ---------- | ---------- | ---------------------- |
| 2010    |            |            |            |            | Le Touquet             |
| 2009    | Irland     | Schottland | Frankreich | Wales      | Edinburgh              |
| 2008    | Irland     | Schottland | Wales      | Frankreich | Cork, Irland           |
| 2007    | Wales      | Irland     | Frankreich | Schottland | Wrexham, Wales         |
| 2006    | Schottland | Irland     | Frankreich | Wales      | Le Touquet, Frankreich |
| 2005    | Frankreich | Wales      | Schottland | Irland     | Edinburgh, Schottland  |
| 2004    | Wales      | Irland     | Schottland | Frankreich | Dublin                 |
| 2003    | Irland     | Schottland | Frankreich | Wales      | Cardiff                |
| 2002    | Irland     | Frankreich | Wales      | Schottland | Cardiff, Wales         |
| 2001    | Schottland | Irland     | Frankreich | Wales      | Belfast, Nordirland    |
| 2000    | Irland     | Schottland | Wales      |            | Dublin, Irland         |

### Damen

#### Teilnehmer
- Frankreich
- Irland
- Schottland
- Wales

| Turnier | Gold       | Silber     | Bronze     | Vierter    | Austragungsort         |
| ------- | ---------- | ---------- | ---------- | ---------- | ---------------------- |
| 2010    | Schottland | Irland     | Frankreich | -          | Nizza, Frankreich      |
| 2009    | Schottland | Wales      | Irland     | Frankreich | Edinburgh              |
| 2008    | Schottland | Irland     | Wales      | Frankreich | Cork, Irland           |
| 2007    | Schottland | Irland     | Wales      | Frankreich | Wrexham, Wales         |
| 2006    | Schottland | Irland     | Frankreich | Wales      | Le Touquet, Frankreich |
| 2005    | Irland     | Schottland | Wales      | Frankreich | Edinburgh, Schottland  |
| 2004    | Irland     | Wales      | Schottland | Frankreich | Dublin                 |
| 2003    | Schottland | Frankreich | Irland     | Wales      | Cardiff                |
| 2002    | Schottland | Irland     | Frankreich | Wales      | Cardiff, Wales         |
| 2001    | Irland     | Frankreich | Wales      | Schottland | Amiens, Frankreich     |

## Juniorenturnier

### Herren
| Turnier | Gold       | Silber     | Bronze     | Vierter | Austragungsort        |
| ------- | ---------- | ---------- | ---------- | ------- | --------------------- |
| 2008    | Schottland | Irland     | Frankreich | Wales   | Edinburgh, Schottland |
| 2006    | Schottland | Irland     | Frankreich | Wales   | Cardiff, Wales        |
| 2004    | Schottland | Frankreich | Wales      |         | Aberdeen, Schottland  |
| 2003    | Irland     | Schottland | Frankreich | Wales   | Dublin, Irland        |
| 2002    | Schottland | Frankreich | Irland     | Wales   | Largs, Schottland     |
| 2000    | Irland     | Schottland | Frankreich | Wales   | Tours, Frankreich     |
| 1999    | Irland     | Schottland | Frankreich | Wales   | Cork, Irland          |
| 1998    | Frankreich | Schottland | Irland     | Wales   | Glasgow, Schottland   |
| 1997    | Frankreich | Irland     | Schottland | Wales   | Porthmadog            |

### Damen
| Turnier | Gold       | Silber     | Bronze     | Vierter    | Austragungsort        |
| ------- | ---------- | ---------- | ---------- | ---------- | --------------------- |
| 2008    | Schottland | Irland     | Wales      | Frankreich | Edinburgh, Schottland |
| 2006    | Irland     | Schottland | Wales      | Frankreich | Cardiff               |
| 2004    | Schottland | Wales      | Frankreich |            | Aberdeen, Schottland  |
| 2003    | Schottland | Frankreich | Irland     | Wales      | Dublin, Irland        |
| 2002    | Schottland | Irland     | Wales      | Frankreich | Cardiff, Wales        |
| 2000    | Frankreich | Irland     | Wales      | Schottland | Cork, Irland          |